# Yegor Timurovich Gaidar
Yegor Timurovich Gaidar (tiếng Nga: Его́р Тиму́рович Гайда́р; phát âm tiếng Nga: [jɪˈɡor tʲɪˈmurəvʲɪtɕ ɡɐjˈdar]) (sinh ngày 19 tháng 3 năm 1956 tại Moskva - 16/12/2009) là một nhà kinh tế và chính trị Nga, và từng là Quyền Thủ tướng Nga từ 15 tháng 6 năm 1992 tới 14 tháng 12 năm 1992. Ông là cháu trai của tác gia nổi tiếng Liên Xô Arkady Gaidar, cha ông, Timur Gaidar phóng viên quân sự của báo Pravda, ông đã chiến đấu trong Sự kiện Vịnh con Lợn và là một người bạn của Raúl Castro. Về phía mẹ ông là cháu trai của Pavel Bazhov. Con gái ông, Maria Gaidar là một lãnh đạo của phong trào chính trị thanh niên "Yes!" tại Nga.

## Sự nghiệp
Gaidar tốt nghiệp hạng ưu tại Đại học Nhà nước Moscow, Khoa Kinh tế, năm 1978 và làm việc như một nhà nghiên cứu tại nhiều viện hàn lâm. Là một thành viên từ lâu của Đảng Cộng sản và biên tập viên của tờ báo hệ tư tưởng của Đảng Cộng sản Liên Xô tờ Cộng sản trong thời kỳ cải tổ, ông trở thành một người tự do trong thời gian diễn ra các cuộc cải cách của Yeltsin. Năm 1991 ông bỏ Đảng Cộng sản và gia nhập chính phủ của Yeltsin.
Khi ở trong chính phủ, Gaidar ủng hộ các cuộc cải cách kinh tế tự do theo nguyên tắc liệu pháp sốc. Quyết định nổi tiếng nhất của ông là xoá bỏ sự kiểm soát giá của nhà nước, ngay lập tức khiến giá các mặt hàng thiết yếu tăng cao và dẫn tới việc chính thức cho phép một nền kinh tế thị trường tại Nga. Ông cũng cắt giảm chi tiêu quân sự và trợ cấp cho các ngành công nghiệp, giảm thâm hụt ngân sách. Gaidar là Phó thủ tướng thứ nhất của Chính phủ Nga và Bộ trưởng Kinh tế từ năm 1991 đến năm 1992, và Bộ trưởng Tài chính từ tháng 2 năm 1992 đến tháng 4 năm 1992.
Ông được chỉ định làm Quyền Thủ tướng dưới thời Tổng thống Boris Yeltsin năm 1992 từ 15 tháng 6 tới 14 tháng 12, khi Đại hội Đại biểu Nhân dân Nga chống Tổng thống Yeltsin từ chối thông qua sự đề cử Gaidar vào vị trí này và Viktor Chernomyrdin sau đó được lựa chọn thay thế. Gaidar tiếp tục cố vấn cho chính phủ. Ngày 18 tháng 9 năm 1993, ông một lần nữa được chỉ định làm Phó thủ tướng thứ nhất dưới quyền Chernomyrdin như một hành động có toan tính đối đầu với phe đối lập. Ông có vai trò lớn trong cuộc khủng hoảng hiến pháp Nga năm 1993: ngày 3 tháng 10, ông đã có một bài phát biểu nổi tiếng trên truyền hình, kêu gọi những người dân Moscow bảo vệ chế độ của Yeltsin. Năm 1993 diễn ra cuộc bầu cử Duma, sự kiện tiếp nối cuộc khủng khoảng, Gaidar là lãnh đạo khối Sự lựa chọn của nước Nga ủng hộ chính phủ và được một số người coi là có nhiều tiềm năng trở thành Thủ tướng tương lai. Tuy nhiên, vì khối không giành được đa số phiếu trong cuộc bầu cử, vai trò của Gaidar trong chính phủ bị bãi miễn và cuối cùng ông từ chức ngày 20 tháng 1 năm 1994.

### Các chức vụ đã nắm giữ
- Giám đốc Viện Kinh tế trong thời kỳ Chuyển đổi www.iet.ru
- Phó Chủ tịch điều hành Liên minh Dân chủ Quốc tế (Bảo thủ Quốc tế)
- Thành viên Uỷ ban Chỉ đạo "Các cuộc gặp Arrabida" (Bồ Đào Nha)
- Thành viên Hội đồng Hợp tác Biển Baltic dưới Thủ tướng Thuỵ Điển
- Thành viên Ban Biên tập "Vestnik Evropy" (Moscow)
- Thành viên Ban Cố vấn của "Acta Oeconomica" (Budapest)
- Thành viên Ban Cố vấn của Quỹ CASE (Warsaw)

### Các chức danh danh dự
- Giáo sư Danh dự, Đại học California, Berkeley.
- Giảng Viên Terry Sanford, Đại học Duke
- Thành viên Hàn lâm Danh dự của Viện hàn lâm Quản lý Ukraina
- Giám đốc Danh dự, Viện Nhân sự và Quản lý Nga- Ukraina

## Trận ốm năm 2006 và nghi ngờ đầu độc
Ngày 28 tháng 11 năm 2006, Yegor Gaidar được tìm thấy trong tình trạng bất tỉnh tại Tỉnh Kildare, Ireland nơi ông đang giới thiệu cuốn sách mới của mình Thời gian vĩnh cửu: Nga trong Thế giới. Ông được đưa tới bệnh viện ở Dublin nhưng các bác sĩ nói không hề có đe doạ nghiêm trọng tới sức khoẻ của ông. Có những nghi ngờ về một âm mưu đầu độc nhưng Gaidar và đồng minh thân cận của mình Anatoly Chubais đã không buộc tội Cơ quan An ninh Nga. Ngày 6 tháng 12 năm 2006, Gaidar đã tuyên bố trong một văn bản xuất bản bằng cả tiếng Nga và tiếng Anh, rằng ông bị đầu độc bởi những đối thủ bên trong chính quyền Nga. Ông không cung cấp thêm chi tiết về việc những đối thủ đó có thể là ai. Ông đã nhắc lại tuyên bố của mình trong chương trình Hardtalk trên BBC.

## Những cuộc nói chuyện và phỏng vấn
Tại một cuộc nói chuyện trên truyền hình với Yevgenia Albats ngày 17 tháng 6 năm 2007, Gaidar dự đoán một hậu quả có thể diễn ra của những sự kiện chính trị tương lai tại Nga dựa trên những nguồn tin và ý kiến cá nhân của ông. Trước việc các cường quốc phương Tây đơn phương công nhận Kosovo, Nga sẽ công nhận nền độc lập của Abkhazia và Nam Osetia. Điều này sẽ dẫn đến một cuộc xung đột giữa Nga và Gruzia, và hối thúc những thay đổi trong Hiến pháp Nga.

## Các cuốn sách
- Sự sụp đổ của một Đế chế: Những bài học cho nước Nga Hiện đại, bởi Yegor Gaidar, Brookings Institution Press (ngày 17 tháng 10 năm 2007), ISBN 0-8157-3114-0.
- Cải cách Nga / Tiền Quốc tế (Lionel Robbins Lectures) bởi Yegor Gaidar và Karl Otto Pöhl (Hardcover - Jul 6, 1995)
- Những ngày Thất bại và Thắng lợi (Jackson School Publications in International Studies) bởi E. T. Gaidar, Yegor Gaidar, Michael McFaul, và Jane Ann Miller (tháng 12 năm 1999)
- Nhà nước và Phát triển: Cuộc Tìm kiếm một Thị trường Tự do của Nga bởi E. T. Gaidar, Yegor Gaidar, và Jane Ann Miller (Bìa cứng - tháng 8 năm 2003)
- Kinh tế của nước Nga Chuyển tiếp bởi Yegor Gaidar (15 tháng 8 năm 2002)
- Mười Năm Cải cách Kinh tế Nga bởi Sergei Vasiliev và Yegor Gaidar (25 tháng 3 năm 1999)